# Mathiasberg
Der Mathiasberg ist ein 50 Meter hoher Berg zwischen Bötzow und Marwitz nördlich von Berlin im Landkreis Oberhavel in Brandenburg.
Auf dem Mathiasberg richtete 1941 Hermann Honnef ein Versuchsfeld zur Windenergienutzung ein.
Es wurden insgesamt fünf verschiedene Windkraftanlagen mit sieben verschiedenen Generatoren errichtet Die höchste
Anlage war die Anlage I, welche einen Flügeldurchmesser von neun Metern besaß und auf einem 36 Meter hohen Stahlfachwerkturm stand.
Im März 1945 musste die Anlage auf dem Mathiasberg wegen der heranrückenden Roten Armee stillgelegt werden. Nach Kriegsende wurden die Windkraftwerke von der Sowjetarmee gesprengt, die Teile eingeschmolzen. Heute sind noch vier Betonfundamente erhalten und ein originaler Rotorsatz ist im Berliner Museum für Verkehr und Technik zu sehen.